# Akam (Wrestler)
Akam (* 20. Mai 1993 als Sunny Dhinsa in Abbotsford, Kanada) ist ein indisch-kanadischer Wrestler, der bis Februar 2025 unter dem Ringnamen Akam als Mitglied von Authors of Pain (mit Rezar) und The Final Testament bei der WWE ein zweites Mal unter Vertrag stand. Sein bislang größter Erfolg war der Erhalt der Raw Tag Team Championship.

## Wrestling-Karriere

### World Wrestling Entertainment (2014–2020)
Im Oktober 2014 unterzeichnete er einen Vertrag mit WWE und begann seine Ausbildung zum Wrestler im WWE Performance Center. Sein In-Ring-Debüt gab er bei einer NXT Houseshow in Orlando, Florida am 4. April 2015 und nahm an einer Battle Royal teil. Im Februar 2016 bildete er zusammen mit Rezar das Tag Team Authors of Pain.
Akam und Rezar feierten am 8. Juni 2016 bei NXT TakeOver: The End ihr NXT-Debüt im Fernsehen, als sie die American Alpha Chad Gable und Jason Jordan angriffen. Nach dieser Attacke stellten sie Paul Ellering, als ihren Manager vor. Zusammen gewann sie das Dusty Rhodes Tag Team Classic, nachdem sie TM-61 bei NXT TakeOver: Toronto besiegten. Am 28. Januar 2017 gewannen sie die NXT Tag Team Championship von #DIY Johnny Gargano und Tommaso Ciampa. Die Titel verloren sie nach 203 Tagen Regentschaft am 19. August 2017 an SAnitY.
Am 9. April 2018 feierten die Authors of Pain ihr Main-Roster-Debüt bei Raw. Ihren ersten Kampf im Main Roster gewannen sie gegen Heath Slater und Rhyno. Hiernach trennten sie sich von ihrem Manager. Bei der Raw Episode vom 3. September 2018 verkürzten sie ihren Tag Team Namen zu AOP. Am 5. November 2018 gewannen sie die Raw Tag Team Championship von Seth Rollins, da dieser ein Handicap Match bestritt. Die Regentschaft hielt 35 Tage und verloren die Titel dann am 10. Dezember 2018 an Bobby Roode und Chad Gable. Im Januar 2019 erlitt er eine Bein-Verletzung. Für ein Match kehrten sie im Juni 2019 zurück. Seitdem wurden verschiedene Einspieler gegeben, die über ihre Rückkehr informierten. Jedoch kam diese aufgrund von Verletzungen nicht zustande.
Am 4. September 2020 wurde Akam von der WWE entlassen.

### Unabhängige Wrestlingszene (2022)
Im Mai 2022 hatten Sunny Dhinsa und Gzim Selmani (Rezar), dort bekannt als Legion of Pain, den Start ihrer professionellen Wrestling-Promotion Wrestling Entertainment Series (WES) angekündigt.

### Rückkehr zur WWE und erneute Entlassung (2023–2025)
Laut einem Bericht von Sean Ross Sapp von Fightful vom 30. August 2023 waren die Authors of Pain, vor der Rückkehr von Vince McMahon als Vorsitzender, im Januar 2023 erneut bei der WWE unter Vertrag genommen worden und standen auf der internen Reiseliste von Mai 2023.
Während der SmackDown-Ausgabe vom 22. Dezember wurde Akam zusammen mit Rezar in Vignetten von Karrion Kross und Scarlett gezeigt, dass sie als Teil einer Allianz zurückkehren werden. Bei SmackDown: New Year's Revolution kehrte Akam zusammen mit Rezar und Paul Ellering im Fernsehen zur WWE zurück und unterstützten Karrion Kross und Scarlett beim Angriff auf Bobby Lashley und die Street Profits und bestätigten damit ihre Allianz. AOP kehrten in der SmackDown-Ausgabe vom 16. Februar in den Ring zurück, wo sie in einem Squash-Match gegen die NXT-Talente Beau Morris und Javier Bernal antraten. In der zweiten Nacht von WrestleMania XL verlor The Final Testament gegen The Pride in einem Philadelphia Street Fight. In der folgenden Folge von NXT kehrten The Final Testament zu NXT zurück, wobei AOP Axiom und Nathan Frazer angriff, die gerade die NXT Tag Team Championships vor Baron Corbin und Bron Breakker gewonnen hatten.
In der zweiten Nacht des WWE Draft, der am 29. April 2024 stattfand, wurde Akam zusammen mit dem Rest von The Final Testament zu Raw gedraftet. In Woche 2 von Spring Breakin' gelang es Rezar und Akam nicht, die NXT Tag Team Champions von Axiom und Nathan Frazer zu gewinnen, nachdem New Catch Republic eingegriffen hatte.
Beide Mitglieder der Authors of Pain und ihr Manager Paul Ellering wurden am 7. Februar 2025 aus ihren Verträgen entlassen.

## Titel und Auszeichnungen
- World Wrestling Entertainment
  - NXT Tag Team Championship (1×) mit Rezar
  - Raw Tag Team Championship (1×) mit Rezar
  - Dusty Rhodes Tag Team Classic (2016)

- Pro Wrestling Illustrated
  - Nummer 204 der Top 500 Wrestler in der PWI 500 in 2018